# Stattkus-Verzeichnis
Stattkus-Verzeichnis (SV) er en fortegnelse over den italienske komponist Claudio Monteverdis værker, som blev udgivet i 1985 af Manfred H. Stattkus (Claudio Monteverdi: Verzeichnis der erhaltenen Werke). Andenudgaven, revideret og udvidet, udkom elektronisk i 2007, og en forkortet, gratis version findes online.
Manfred H. Stattkus døde i august 2012.

## Liste
- SV 1–21 Canzonette
- SV 22 Andre
- SV 23–39 Madrigali I
- SV 40–59 Madrigali II
- SV 60–74 Madrigali III
- SV 75–93 Madrigali IV
- SV 94–106 Madrigali V
- SV 107–116 Madrigali VI
- SV 117–145 Madrigali VII
- SV 146–167 Madrigali VIII
- SV 168–178 Madrigali IX
- SV 190–204 Messa Et Salmi
- SV 205–206 Missa Ac Vesperae
- SV 207–229 Sacrae Cantiunculae
- SV 230–245 Scherzi Musicali I
- SV 246–251 Scherzi Musicali II
- SV 252–288 Selva Morale E Spirituale
- SV 289– Andre

| ID                                     | Titel                                            |
| Canzonette (SV 1–21)                   | Canzonette (SV 1–21)                             |
| -------------------------------------- | ------------------------------------------------ |
| SV 1                                   | Qual si può dir maggiore                         |
| SV 2                                   | Canzonette d'amore che m'uscite del cuore        |
| SV 3                                   | La fiera vista e'l velenoso sguardo              |
| SV 4                                   | Raggi dovè il mio bene non mi date più pene      |
| SV 5                                   | Vita de l'alma mia                               |
| SV 6                                   | Il mio martir tengo celat al cuore               |
| SV 7                                   | Son questi i crespi crini e questo il viso       |
| SV 8                                   | Io mi vivea com' Aquila mirando                  |
| SV 9                                   | Su ch'el giorno è fore                           |
| SV 10                                  | Quando sperai del mio servir mercede             |
| SV 11                                  | Come farò cuor mio quando mi parto,              |
| SV 12                                  | Corse a la morte il povero Narciso               |
| SV 13                                  | Tu ridi sempre mai per darmi pene                |
| SV 14                                  | Chi vuol veder d'inverno un dolc' aprile         |
| SV 15                                  | Già mi credev' un sol esser in cielo             |
| SV 16                                  | Godi pur del bel sen felice pulce                |
| SV 17                                  | Giulia quel petto giace un bel giardino          |
| SV 18                                  | Sì come crescon alla terra i fiori,              |
| SV 19                                  | Io son Fenice e voi sete la fiamma               |
| SV 20                                  | Chi vuol veder un bosco folto e spesso           |
| SV 21                                  | Hor care canzonette sicuramente andrete          |
| Andre (SV 22)                          |                                                  |
| SV 22                                  | Lamento d'Arianna                                |
| Madrigali I (SV 23–39)                 |                                                  |
| SV 23                                  | Ch'ami la vita mia nel tuo bel nome              |
| SV 24                                  | Se per havervi ohimè donato il core              |
| SV 25                                  | A che tormi il ben mio s'io dico di morire       |
| SV 26                                  | Amor per tua mercè vattene a quella,             |
| SV 27                                  | Baci soavi e cari, cibi della mia vita           |
| SV 28                                  | Se pur non mi consenti ch'io ami te              |
| SV 29                                  | Filli cara e amata dimmi per cortesia            |
| SV 30                                  | Poichè del mio dolore tanto ti nutri amore       |
| SV 31                                  | Fumia la pastorella tessendo ghirlandetta        |
| SV 32                                  | Se nel partir da voi vita mia sento              |
| SV 33                                  | Tra mille fiamme e tra mille catene              |
| SV 34                                  | Usciam Ninfe homai fuor di questi boschi         |
| SV 35                                  | Questa ordì il laccio, questa sì bella man       |
| SV 36                                  | La vaga pastorella s'en va tra fiori             |
| SV 37                                  | Amor sil tuo ferire desse tanto martire          |
| SV 38                                  | Donna sio miro voi ghiaccio divengo              |
| SV 39                                  | Ardo sì ma non t'amo                             |
| Madrigali II (SV 40–59)                |                                                  |
| SV 40                                  | Non si levava ancor l'alba novella               |
| SV 41                                  | Bevea Fillide mia e nel ber dolcemente           |
| SV 42                                  | Dolcissimi legami di parole amorose              |
| SV 43                                  | Non giacinti o narcisi                           |
| SV 44                                  | Intorno a due vermiglie e vaghe labra            |
| SV 45                                  | Non sono in queste rive fiori così vermigli      |
| SV 46                                  | Tutte le bocche belle in questo nero volto       |
| SV 47                                  | Donna nel mio ritorno il mio pensiero            |
| SV 48                                  | Quell' ombra esser vorrei                        |
| SV 49                                  | S'andasse Amor a caccia                          |
| SV 50                                  | Mentre io miravo fiso de la mia donna            |
| SV 51                                  | Ecco mormorar l'onde e tremolar le fronde        |
| SV 52                                  | Dolcemente dormiva la mia Clori                  |
| SV 53                                  | Se tu mi lassi perfida tuo danno                 |
| SV 54                                  | La bocca onde l'asprissime parole solean uscir   |
| SV 55                                  | Crudel perchè mi fuggi                           |
| SV 56                                  | Questo specchio ti dono rosa tu dami             |
| SV 57                                  | Non mi è grave il morire                         |
| SV 58                                  | Ti spontò l'ali amor la donna mia                |
| SV 59                                  | Cantai un tempo e se fu dolc' il canto           |
| Madrigali III (SV 60–74)               |                                                  |
| SV 60                                  | La giovinetta pianta                             |
| SV 61                                  | O come è gran martire a celar suo desire         |
| SV 62                                  | Sovra tenere herbette e bianchi fiori            |
| SV 63                                  | O dolce anima mia dunque è pur vero              |
| SV 64                                  | Stracciami pur il core ragion è ben ingrato      |
| SV 65                                  | O rossignuol chin queste verdi fronde            |
| SV 66                                  | Se per estremo ardore morir potesse un core      |
| SV 67                                  | Vattene pur crudel con quella pace               |
| SV 68                                  | O primavera gioventù dell anno                   |
| SV 69                                  | Perfidissimo volto ben lusata bellezza           |
| SV 70                                  | Chio non tami cor mio                            |
| SV 71                                  | Occhi un tempo mia vita                          |
| SV 72                                  | Vivrò fra i miei tormenti e le mie cure          |
| SV 73                                  | Lumi miei, cari lumi                             |
| SV 74                                  | Rimanti in pace a la dolente e bella Fillida     |
| Madrigali IV (SV 75–93)                |                                                  |
| SV 75                                  | Ah dolente partita, ah fin de la mia vita        |
| SV 76                                  | Cor mio mentre vi miro                           |
| SV 77                                  | Cor mio non mori e mori                          |
| SV 78                                  | Sfogava con le stelle                            |
| SV 79                                  | Volgea l'anima mia soavemente                    |
| SV 80                                  | Anima mia perdona a chi tè cruda                 |
| SV 81                                  | Luci serene e chiare voi mincendete              |
| SV 82                                  | La piaga cho nel core donna onde lieta sei       |
| SV 83                                  | Voi pur da me partite anima dura                 |
| SV 84                                  | A un giro sol de bell occhi lucenti              |
| SV 85                                  | Ohimè se tanto amate di sentir                   |
| SV 86                                  | Io mi son giovinetta e rido e canto              |
| SV 87                                  | Quel augellin che canta sì dolcemente            |
| SV 88                                  | Non più guerra pietate occhi miei belli          |
| SV 89                                  | Sì ch'io vorrei morire hora chio bacio amore     |
| SV 90                                  | Anima dolorosa che vivendo                       |
| SV 91                                  | Anima del cor mio poi che da me misera me        |
| SV 92                                  | Longe da te cor mio struggomi di dolore          |
| SV 93                                  | Piagn'e sospira e quandi caldi raggi             |
| Madrigali V (SV 94–106)                |                                                  |
| SV 94                                  | Cruda Amarilli che col nome ancora d'amar        |
| SV 95                                  | O Mirtillo anima mia                             |
| SV 96                                  | Era l'anima mia già presso a l'ultim' hore       |
| SV 97                                  | Ecco Silvio colei che in odio hai tanto          |
| SV 98                                  | Ch'io t'ami e t'ami più de la mia vita           |
| SV 99                                  | Che dar più vi poss' io, caro mio ben prendete   |
| SV 100                                 | M'è più dolce il penar per Amarilli              |
| SV 101                                 | Ahi come a un vago sol cortese giro              |
| SV 102                                 | Troppo ben può questo tiranno amore              |
| SV 103                                 | Amor se giusto sei fa che la donna mia           |
| SV 104                                 | T'amo mia vita, la mia cara vita                 |
| SV 105                                 | E così a poco a poco torno farfalla              |
| SV 106                                 | Questi vaghi concenti che gli augelletti intorno |
| Madrigali VI (SV 107–116)              |                                                  |
| SV 107                                 | Lamento d'Arianna a 5                            |
| SV 108                                 | Zefiro torna el bel tempo rimena                 |
| SV 109                                 | Una donna fra laltre honesta e bella             |
| SV 110                                 | A dio Florida bella il cor piagato               |
| SV 111                                 | Lagrime d'amante al sepolcro dell amata          |
| SV 112                                 | Ohimè il bel viso, ohimè il soave sguardo        |
| SV 113                                 | Qui rise o Tirsi e qui ver me rivolse            |
| SV 114                                 | Misero Alceo dal caro albergo fore               |
| SV 114a                                | Misero Alceo dal caro albergo fore               |
| SV 115                                 | Batto qui pianse Ergasto, ecco la riva           |
| SV 116                                 | Presso un fiume tranquillo disse a Filena        |
| SV 116a                                | Presso un fiume tranquillo disse a Filena        |
| Madrigali VII (SV 117–145)             |                                                  |
| SV 117                                 | Tempro la cetra e per cantar gli honori di Marte |
| SV 118                                 | Non è di gentil core chi non arde d'amore        |
| SV 119                                 | A quest olmo, a quest ombre et a quest onde      |
| SV 120                                 | O come sei gentile caro augellino                |
| SV 121                                 | Io son pur vezzosetta pastorella                 |
| SV 122                                 | O viva fiamma, o miei sospiri ardenti,           |
| SV 123                                 | Vorrei baciarti o Filli                          |
| SV 124                                 | Dice la mia bellissima Licori                    |
| SV 125                                 | Ah che non si conviene romper la fede            |
| SV 126                                 | Non vedrò mai le stelle                          |
| SV 127                                 | Ecco vicine, o bella tigre                       |
| SV 128                                 | Perchè fuggi tra salci, ritrosetta ma bella      |
| SV 129                                 | Tornate o cari baci a ritornarmi in vita         |
| SV 130                                 | Soave libertate già per si lunga etate           |
| SV 131                                 | S'el vostro cor madonna altrui pietoso tanto     |
| SV 132                                 | Interrotte speranze, eterna fede                 |
| SV 133                                 | Augellin che la voce al canto spieghi            |
| SV 134                                 | Vaga su spina ascosa e rosa ruggiadosa           |
| SV 135                                 | Eccomi pronta ai baci                            |
| SV 136                                 | Parlo misero o taccio                            |
| SV 137                                 | Tu dormi, ah crudo core                          |
| SV 138                                 | Al lume delle stelle Tirsi sotto un alloro       |
| SV 139                                 | Con che soavità labbra odorate                   |
| SV 140                                 | Ohimè dovè il mio ben, dov'è il mio core         |
| SV 141                                 | Se i languidi miei sguardi                       |
| SV 142                                 | Se pur destina e vole                            |
| SV 143                                 | Chiome doro, bel tesoro                          |
| SV 144                                 | Amor che deggio far se non mi giova amar         |
| SV 145                                 | Tirsi e Clori                                    |
| Madrigali VIII (SV 146–167)            |                                                  |
| Canti Guerrieri (SV 146–154)           |                                                  |
| SV 146                                 | Altri canti d'Amor                               |
| SV 147                                 | Hor che'l ciel e la terra e'l vento tace         |
| SV 148                                 | Gira il nemico insidioso amore                   |
| SV 149                                 | Se vittorie sì belle                             |
| SV 150                                 | Armato il cor dadamantina fede                   |
| SV 151                                 | Ogni amante è guerrier                           |
| SV 152                                 | Ardo avvampo mi struggo, ardo accorete amici     |
| SV 153                                 | Il combattimento di Tancredi e Clorinda          |
| SV 154                                 | Ballo: Movete al mio bel suon le piante snelle   |
| Canti Amorosi (SV 155–167)             |                                                  |
| SV 155                                 | Altri canti di Marte e di sua schiera            |
| SV 156                                 | Vago augelletto che cantando vai                 |
| SV 157                                 | Mentre vaga Angioletta                           |
| SV 158                                 | Ardo e scoprir ahi lasso                         |
| SV 159                                 | O sia tranquillo il mare                         |
| SV 160                                 | Ninfa che scalza il piede                        |
| SV 161                                 | Dolcissimo uscignolo                             |
| SV 162                                 | Chi vol haver felice e lieto il core             |
| SV 163                                 | Lamento della Ninfa                              |
| SV 164                                 | Perchè ten fuggi o Fillide                       |
| SV 165                                 | Non partir ritrosetta troppo lieve e incostante  |
| SV 166                                 | Su pastorelli vezzosi                            |
| SV 167                                 | Il ballo delle ingrate                           |
| Madrigali IX (SV 168–178)              |                                                  |
| SV 168                                 | Bel pastor del cui bel guardo                    |
| SV 169                                 | Alcun non mi consigli                            |
| SV 170                                 | Di far sempre gioire                             |
| SV 171                                 | Quando dentro al tuo seno                        |
| SV 172                                 | Non voglio amare                                 |
| SV 173                                 | Come dolce hoggi lauretta spira                  |
| SV 174                                 | Alle danze, alle gioie, ai diletti               |
| SV 175                                 | Perchè se modiavi                                |
| SV 176                                 | Sì chio vamo, occhi vaghi, occhi belli           |
| SV 177                                 | Su pastorelli vezzosi                            |
| SV 178                                 | O mio bene, o mia vita                           |
| Messa Et Salmi (SV 190–204)            |                                                  |
| SV 190                                 | Messa a 4 voci da capella                        |
| SV 191                                 | Dixit dominus I, a 8                             |
| SV 192                                 | Dixit dominus II, a 8                            |
| SV 193                                 | Confitebor tibi domine I, a 1                    |
| SV 194                                 | Confitebor tibi domine II, a 2                   |
| SV 195                                 | Beatus vir                                       |
| SV 196                                 | Laudate pueri dominum                            |
| SV 197                                 | Laudate dominum omnes gentes                     |
| SV 197a                                | Laudate dominum omnes gentes                     |
| SV 198                                 | Laetatus sum I, a 6                              |
| SV 199                                 | Laetatus sum II, a 5                             |
| SV 200                                 | Nisi dominus I, a 3                              |
| SV 201                                 | Nisi dominus II, a 6                             |
| SV 202                                 | Lauda Jerusalem dominum I, a 3                   |
| SV 203                                 | Lauda Jerusalem dominum II, a                    |
| SV 204                                 | Letanie della Beata Vergine                      |
| Missa Ac Vesperae (SV 205–206)         |                                                  |
| SV 205                                 | Missa a 6 voci da capella "In illo tempore"      |
| SV 205a                                | Missa a 6 voci da capella "In illo tempore"      |
| SV 206                                 | Vespro della Beata Vergine                       |
| SV 206a                                | Vespro della Beata Vergine                       |
| Sacrae Cantiunculae (SV 207–229)       |                                                  |
| SV 207                                 | Lapidabant Stephanum                             |
| SV 208                                 | Veni sponsa Christi                              |
| SV 209                                 | Ego sum pastor bonus                             |
| SV 210                                 | Surge propera amica mea                          |
| SV 211                                 | Ubi duo vel tres congregati fuerint              |
| SV 212                                 | Quam pulchra es et quam decora amica mea         |
| SV 213                                 | Ave Maria gratia plena                           |
| SV 214                                 | Domine pater et deus                             |
| SV 215                                 | Tu es pastor ovium                               |
| SV 216                                 | O magnum pietatis                                |
| SV 217                                 | O crux benedicta                                 |
| SV 218                                 | Hodie Christus natus est                         |
| SV 219                                 | O domine Jesu Christe adoro te                   |
| SV 220                                 | Pater venit hora clarifica filium tuum           |
| SV 221                                 | In tua patientia possedisti animam tuam          |
| SV 222                                 | Angelus ad pastores ait                          |
| SV 223                                 | Salve crux pretiosa                              |
| SV 224                                 | Quia vidisti me Thoma credidisti                 |
| SV 225                                 | Lauda Syon salvatorem                            |
| SV 226                                 | O bone Iesu illumina oculos meos                 |
| SV 227                                 | Surgens Iesus dominus noster                     |
| SV 228                                 | Qui vult venire post me abneget se               |
| SV 229                                 | Iusti tulerunt spolia impiorum                   |
| Scherzi Musicali I (SV 230–245)        |                                                  |
| SV 230                                 | I bei legami che stami intorno                   |
| SV 231                                 | Amarilli onde m'assale                           |
| SV 232                                 | Fugge il verno dei dolori                        |
| SV 233                                 | Quando lalba in oriente                          |
| SV 234                                 | Non così tosto io miro                           |
| SV 235                                 | Damigella tutta bella                            |
| SV 236                                 | La pastorella mia spietata e rigida              |
| SV 237                                 | O rosetta, che rosetta                           |
| SV 238                                 | Amorosa pupilletta che saetta                    |
| SV 239                                 | Vaghi rai di cigli ardenti                       |
| SV 240                                 | La violetta chen su lherbetta                    |
| SV 241                                 | Giovinetta ritrosetta                            |
| SV 242                                 | Dolci miei sospiri                               |
| SV 243                                 | Clori amorosa damor rubella                      |
| SV 244                                 | Lidia spina del mio core                         |
| SV 245                                 | Balletto: De la bellezza le dovute lodi          |
| Scherzi Musicali II (SV 246–251)       |                                                  |
| SV 246                                 | Maledetto sia laspetto                           |
| SV 247                                 | Quel sguardo sdegnosetto                         |
| SV 248                                 | Era già tutta mia                                |
| SV 249                                 | Ecco di dolci raggi il sol armato                |
| SV 249a                                | Ecco di dolci raggi il sol armato                |
| SV 250                                 | Et è pur dunque verò                             |
| SV 251                                 | Zefiro torna e di soavi accenti                  |
| Selva Morale e Spirituale (SV 252–288) |                                                  |
| SV 252                                 | O ciechi il tanto affaticar che giova            |
| SV 253                                 | Voi chascoltate in rime sparse il suono          |
| SV 254                                 | E questa vita un lampo                           |
| SV 255                                 | Spuntava il dì quando la rosa sovra              |
| SV 256                                 | Chi vol minnamori                                |
| SV 257                                 | Messa a 4 da capella                             |
| SV 257a                                | Messa a 4 da capella                             |
| SV 258                                 | Gloria                                           |
| SV 259                                 | Crucifixus                                       |
| SV 260                                 | Et resurrexit                                    |
| SV 261                                 | Et iterum venturus est                           |
| SV 262                                 | Ab aeterno ordinata sum                          |
| SV 263                                 | Dixit dominus I, a 8 in g                        |
| SV 264                                 | Dixit dominus II, a 8 in d                       |
| SV 265                                 | Confitebor tibi domine I, a 8                    |
| SV 266                                 | Confitebor tibi domine II, a 3                   |
| SV 267                                 | Confitebor tibi domine III, a 5                  |
| SV 267a                                | Confitebor tibi domine IIIa, a 1                 |
| SV 268                                 | Beatus vir I, a 6                                |
| SV 269                                 | Beatus vir II, a 5                               |
| SV 270                                 | Laudate pueri dominum I, a 5                     |
| SV 271                                 | Laudate pueri dominum II, a 5                    |
| SV 272                                 | Laudate dominum omnes gentes I, a 8              |
| SV 272a                                | Laudate dominum omnes gentes Ia, a 5             |
| SV 273                                 | Laudate dominum omnes gentes II                  |
| SV 274                                 | Laudate dominum omnes gentes III                 |
| SV 275                                 | Credidi propter quod locutus sum                 |
| SV 276                                 | Memento domine David                             |
| SV 277                                 | Sanctorum meritis I                              |
| SV 278                                 | Sanctorum meritis II                             |
| SV 278a                                | Deus tuorum militum I, a 1                       |
| SV 278b                                | Iste confessor I, a 1                            |
| SV 279                                 | Iste confessor II, a 2                           |
| SV 279a                                | Ut queant laxis                                  |
| SV 280                                 | Deus tuorum militum II, a 3                      |
| SV 281                                 | Magnificat I, a 6                                |
| SV 282                                 | Magnificat II, a 4                               |
| SV 283                                 | Salve Regina I                                   |
| SV 284                                 | Salve Regina II                                  |
| SV 285                                 | Salve Regina III                                 |
| SV 286                                 | Jubilet tota civitas                             |
| SV 287                                 | Laudate dominum in sanctis eius                  |
| SV 288                                 | Pianto della Madonna                             |
| Others (SV 289–)                       |                                                  |
| SV 289                                 | Adoramus te Christe                              |
| SV 290                                 | Ahi che si partì il mio bel sol adorno           |
| SV 291                                 | L'Arianna                                        |
| SV 292                                 | Cantate domino canticum novum a 2                |
| SV 293                                 | Cantate domino canticum novum a 6                |
| SV 294                                 | Christe adoramus te,                             |
| SV 295                                 | Confitebor tibi domine a 4                       |
| SV 296                                 | Confitebor tibi domine a 1                       |
| SV 297                                 | Currite populi, psallite timpanis                |
| SV 298                                 | Domine ne in furore tuo                          |
| SV 299                                 | Ecce sacrum paratum convivium                    |
| SV 299a                                | Ecce sacrum paratum convivium                    |
| SV 300                                 | Ego dormio et cor meum vigilat                   |
| SV 301                                 | Ego flos campi                                   |
| SV 302                                 | En gratulemur hodie                              |
| SV 303                                 | Exulta filia Sion                                |
| SV 304                                 | Exultent caeli et gaudeant angeli                |
| SV 305                                 | Fuge anima mea mundum                            |
| SV 307                                 | Gloria a 8                                       |
| SV 308                                 | L'incoronazione di Poppea                        |
| SV 309                                 | Io ardo sì, ma'l foco è di tal sorte             |
| SV 310                                 | La mia Turca che d'Amor non ha fè                |
| SV 311                                 | Laudate pueri dominum a 6                        |
| SV 312                                 | O beatae viae                                    |
| SV 313                                 | O bone Jesu, o piissime Jesu                     |
| SV 314                                 | Occhi miei se mirar più non debb' io             |
| SV 315                                 | O come vaghi, o come cari sono Lidia             |
| SV 316                                 | Ohimè ch'io cado                                 |
| SV 317                                 | O quam pulchra es amica mea                      |
| SV 318                                 | L'Orfeo                                          |
| SV 320                                 | Perchè se m'odiavi                               |
| SV 321                                 | Più lieto il guardo                              |
| SV 322                                 | Prima vedrò ch'in questi prati nascano           |
| SV 324                                 | Quante son stelle in ciel                        |
| SV 325                                 | Il ritorno d'Ulisse in patria                    |
| SV 326                                 | Salve o Regina                                   |
| SV 327                                 | Salve Regina                                     |
| SV 328                                 | Sancta Maria succurre miseris                    |
| SV 331                                 | Se non mi date aita                              |
| SV 332                                 | Sì dolce è'l tormento                            |
| SV 333                                 | Su le penne de' venti                            |
| SV 334                                 | Taci Armelin, deh taci                           |
| SV 335                                 | Venite sitientes ad aquas domini                 |
| SV 336                                 | Venite videte martirem                           |
| SV 337                                 | Voglio di vita uscir                             |
| SV A1                                  | Ballo                                            |
| SV A2                                  | Lamento di Olimpia                               |